# Costa dos Esqueletos

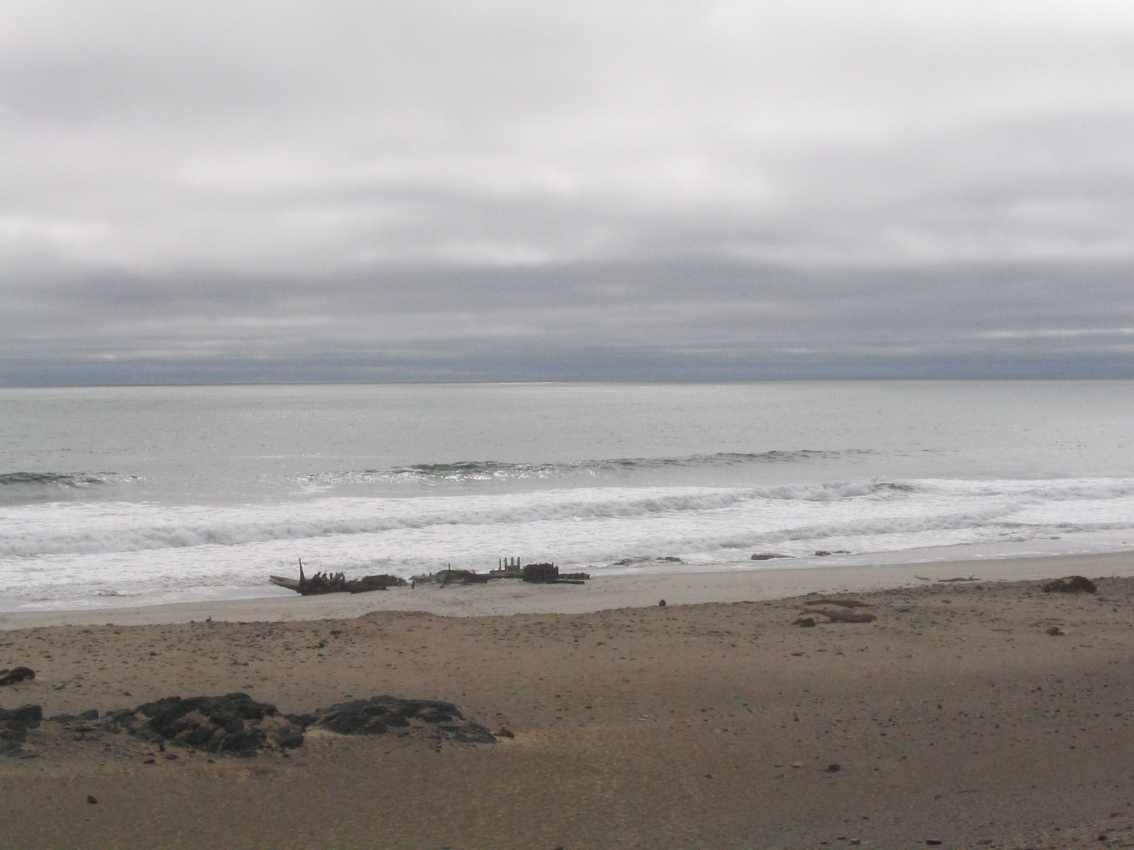
Praia de parte da costa

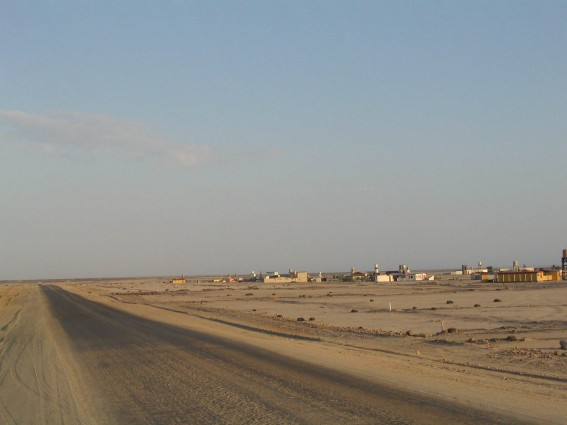
Henties Bay, na Costa dos Esqueletos

A Costa dos Esqueletos (em inglês: Skeleton Coast) é uma região costeira ao sul de Angola e no noroeste da Namíbia, integrada no Parque Nacional da Costa dos Esqueletos.

## Descrição
O nome da costa está relacionado com a grande quantidade de ossos de baleias e de focas dispersos pelas suas praias, bem como os destroços de várias embarcações naufragadas. A zona caracteriza-se pela extrema aridez e precipitação quase nula. No entanto, o afloramento costeiro da corrente fria de Benguela origina nevoeiros oceânicos densos durante grande parte do ano, que constituem a única fonte de umidade do ecossistema.
No parque natural não existem os grandes mamíferos que popularizam outras zonas da África. A vida animal é, sobretudo, composta por aves marinhas, a colônia de focas do Cabo Cross e inúmeras espécies de insetos, nomeadamente escaravelhos terebrionídeos. Há ainda pequenas populações de órix e springboks (que raramente bebem) e de leões e hienas, de hábitos alimentares necrófagos.
A vegetação, quase inexistente devido a baixa umidade, é composta por diversas espécies de arbustos halófitos e herbáceas. Não existe uma única árvore ao longo dos mais de mil quilômetros de costa. A principal atração biológica da Costa dos Esqueletos são os líquenes, que ocorrem com grande abundância e diversidade.